# Chêne de Kaive
Le chêne de Kaive (letton : Kaives ozols) est un chêne (Quercus robur) dans la paroisse de Sēme, dans la municipalité de Tukums, Lettonie. Il est situé à environ 500m du Manoir de Kaive dans une prairie. Il est protégé en tant que monument naturel en Lettonie.  
Périmètre : 10,4 m , hauteur: 18,0 m, projection de la couronne: 250 m², longueur des branches: jusqu'à 13,7 m. 
C'est l'arbre le plus épais de Lettonie et de tous les États baltes. 

## Histoire
Guntis Eniņš (lv) affirme que le chêne Kaive a presque 400 ans, non 800-1000 ans comme cela a été affirmé à certains endroits, sur la base d'un arbre de 3 mm par an ou d'une moyenne de 2,5 cm augmentation annuelle de l'épaisseur de la tige.
Dans les années 1920, lors de la réforme agraire en Lettonie, les terres de Kaive Manor ont été divisées en 32 fermes. Les terres avec le chêne de Kaive sont devenues la propriété de J. Stroman, qui a nommé sa ferme Senčiem (Ancêtres). La foudre a frappé au sommet de l'arbre dans les années 1920, ne laissant sur le chêne qu'une seule grosse branche.   